# شرنقة (فلم)
شرنقة  (بالإنجليزية: Cocoon) هو فيلم تم إنتاجه في الولايات المتحدة وصدر في سنة 1985. الفيلم من إخراج رون هوارد.

## فريق التمثيل
- دون أميتشي مثل (سيلوين)
- ويلفورد بريملي (بدور بن لوكيت)
- هيوم كرونين (بدور جو فينلي)
- بريان دنيهي (بدور والتر)
- جاك جيلفورد (دور بيرني ليفكوويتز)
- ستيف جوتنبرج (بدور جاك بونر)
- مورين ستابلتون (بدور ماري لوكيت)
- جيسيكا تاندي (بدور ألما فينلي)
- جوين فيردون (بدور بيس مكارثي)
- هيرتا وير (بدور روز ليفكوويتز)
- تحني ولش (بدور كيتي)
- باريت أوليفر (بدور ديفيد)
- ليندا هاريسون (بدور سوزان)
- تيرون باور جونيور (دور بيلسبري)
- كلينت هوارد (بدور جون ديكستر)
- تشارلز لامبكين (بدور بوبس)
- بول أرلين تالبرت (بصفته قاضي التحقيق)
- مايك نوماد في دور Doc
- خورخي جيل في دور لو باين
- رانس هوارد مثل المخبر في سان بطرسبرج
- جيمس ريتز كاتب DMV
- بيتر كودي كصبي في بهو دار رعاية المسنين
- جيم فيتزباتريك كعامل رصيف (غير معتمد)

أشرف المخرج بيفرلي ماكديرموت على اختيار الفيلم وتكملة الفيلم.

## القصة
منذ حوالي 10000 عام، أقامت الكائنات الفضائية المسالمة من كوكب أنتاريا موقعًا على الأرض على أتلانتس. عندما غرق أتلانتس، تم ترك عشرين أجنبيًا وراءهم، وظلوا أحياء في شرانق كبيرة تشبه الصخور في قاع المحيط. الآن، عادت مجموعة من الأنتريين لجمعهم. يتنكرون في شكل بشر، يستأجرون منزلاً به حوض سباحة ويشحنون الماء بـ «قوة الحياة» لمنح الأنتاريين طاقة للبقاء على قيد الحياة في رحلة العودة إلى الوطن. يستأجرون قاربًا من قبطان محلي يدعى جاك، يساعدهم في استعادة الشرانق. جاك يتجسس على كيتي، وهي امرأة جميلة من الفريق الذي استأجر قاربه، بينما تخلع ملابسها في مقصورتها، وتكتشف أنها غريبة. بعد أن كشف الفضائيون عن أنفسهم له وشرحوا ما يجري، قرر مساعدتهم.
بجوار المنزل الذي يستأجره الأنتاريون يوجد دار للمسنين. غالبًا ما يتعدى ثلاثة من سكانها، بن وآرثر وجو، للسباحة في المسبح المجاور. إنهم يمتصون بعضًا من قوة الحياة، مما يجعلهم يشعرون بأنهم أصغر سنا وأقوى. في نهاية المطاف، تم القبض عليهم متلبسين، وتم منحهم الإذن لاستخدام المسبح من قبل زعيم أنتاري، والتر، بشرط ألا يلمسوا الشرانق أو يخبروا أي شخص آخر عنها. بعد تجديد شبابهم بالطاقة الشابة، بدأ الرجال الثلاثة في السماح لمزايا المسبح بالترسخ حيث يتم إعفاؤهم من أمراضهم.
في هذه الأثناء، تقترب كيتي وجاك وقررا ممارسة الحب في المسبح. نظرًا لأنها لا تستطيع فعل ذلك بالطريقة البشرية، فقد عرفته بما يعادل أنتاريًا، حيث تشاركه طاقة قوة حياتها معه.
يشعر سكان دار التقاعد الآخرون بالريبة بعد أن شاهدوا ماري زوجة بن تتسلق شجرة. يكشف صديقهم بيرني سر المسبح للسكان الآخرين الذين يندفعون إلى المسبح للسباحة في مياهه. عندما يجدها والتر تلحق الضرر بأحد الشرانق، يطردها من الممتلكات. يفتح Antereans الشرنقة التالفة، ويشارك المخلوق الموجود بداخله لحظاته الأخيرة مع Walter ، الذي يبدأ في البكاء عندما يموت. في وقت لاحق من ذلك المساء، وجد بيرني أن زوجته روز قد توقفت عن التنفس وحملت جسدها إلى المسبح في محاولة لشفائها، فقط ليتم إبلاغها من قبل والتر أن المسبح لم يعد يعمل بسبب قيام السكان الآخرين باستنزاف القوة في الاندفاع إلى يجعلون أنفسهم صغارًا.
يوضح والتر أن الشرانق لا يمكنها البقاء على قيد الحياة في رحلة العودة إلى أنتاريا، ولكنها ستكون قادرة على البقاء على قيد الحياة على الأرض. بمساعدة جاك وبن وآرثر وجو، أعاد الأنتاريون الشرانق إلى البحر. يعرض الأنتاريون أخذ سكان دار التقاعد معهم إلى أنتاريا، حيث لن يكبروا أبدًا ولن يموتوا أبدًا. يقبل معظمهم العرض، لكن بيرني اختار البقاء على الأرض.
عند المغادرة، أخبر بن حفيده ديفيد أنه وماري سيغادران للأبد. أثناء مغادرة السكان، تكتشف والدة ديفيد، سوزان، وجهتهم وتوجهوا بسرعة إلى دار التقاعد، حيث وجدوا غالبية الغرف شاغرة واتصلوا بالسلطات المحلية.
أثناء بحث الشرطة عن السكان، لاحظ ديفيد أن قارب جاك، الذي كان على متنه سكان أنتاريون والمقاعدون المتقاعدون، يبدأ ويقفز على الجانب بينما ينسحب بعيدًا. يطارد خفر السواحل القارب، لذلك لم يتبق سوى القليل من الوقت، يقول ديفيد وداعًا دموعًا لبين وماري قبل القفز في الماء. تتوقف قوارب خفر السواحل لاصطحابه، مما يمنح الآخرين فرصة للهروب. من العدم، يظهر ضباب كثيف ويخترق قوارب خفر السواحل المتبقية ويوقفون المطاردة.
عندما تظهر سفينة Antarean ، يدفع Walter لجاك مقابل خدماته والقارب. جاك يحتضن كيتي للمرة الأخيرة ويتشاركان قبلة. ثم قال وداعًا للجميع قبل القفز في طوف قابل للنفخ بينما يبدأ القارب في الصعود إلى السفينة الأنتارية. يراقب جاك القارب يختفي داخل السفينة ويغادر.
بالعودة إلى الأرض، تُقام جنازة السكان المفقودين. أثناء العظة، نظر داود نحو السماء وابتسم. ينتهي الفيلم بسفينة أنتاريا متجهة نحو جسم ساطع المظهر، يُفترض أنه مدخل أو بوابة فضاء، تؤدي إلى أنتاريا.

## الإنتاج
تم تعيين روبرت زيميكيس في الأصل كمخرج، وأمضى عامًا في العمل عليه في التطوير. كان في ذلك الوقت يخرج «مغازلة الحجر»، وهو فيلم آخر لنفس الاستوديو، توينتيث سينشوري ستوديوز. قام المسؤولون التنفيذيون في فوكس بمعاينة فيلم Romancing the Stone قبل صدوره عام 1984 وكرهوه. هذا، بالإضافة إلى جهوده الإخراجية السابقة، «أريد أن أمسك يدك» و «سيارات مستعملة»، كلاهما فشل تجاري (على الرغم من استحسان النقاد) أدى إلى طرد Zemeckis من منصب مدير "Cocoon". تم استبداله بـ رون هوارد. (تبين أن "Romancing the Stone" حقق نجاحًا تجاريًا كبيرًا وأعطى Zemeckis الفرصة للعمل على «العودة إلى المستقبل»، والتي كانت قد رفضتها سابقًا كل استوديو كبير، مثل مخرج وكاتب سيناريو الفيلم.)
وقعت موقع التصوير في St. Petersburg ، Florida ، بين 20 آب (أغسطس) و 1 تشرين الثاني (نوفمبر) 1984.
كان ويلفورد بريملي يبلغ من العمر 49 عامًا فقط عندما تم اختياره كمواطن كبير السن، وبلغ عمره 50 عامًا أثناء التصوير؛ كان أصغر بنحو 26 عامًا من الممثلين الذين لعبوا الشخصيات المسنة الأخرى. لكي يظهر الجزء، قام بريملي بتبييض شعره وشاربه ليحولهما إلى اللون الرمادي، وكان لديه تجاعيد وبقعة الكبد مرسومة على وجهه.

## الميزانية والإيرادات
بلغت تكلفة إنتاج الفيلم حوالي 17.5 مليون دولار">http://articles.mcall.com/1985-07-14/entertainment/2490237_1_ameche-cocoon-ron-howard%7Caccessdate=2010-11-07}}%5Bوصلة+مكسورة%5D</ref></a> بينما حقق أرباحا تقدر بـ 85,313,124 دولار.

### ترشيحات وجوائز
| السنة | الحدث          | الفئة                  | النتيجة  |
| ----- | -------------- | ---------------------- | -------- |
|       | جائزة الأوسكار | أفضل ممثل في دور مساعد | فـــــوز |

## روابط خارجية
- شرنقة على موقع IMDb (الإنجليزية)
- شرنقة على موقع ميتاكريتيك (الإنجليزية)
- شرنقة على موقع الموسوعة البريطانية (الإنجليزية)
- شرنقة على موقع روتن توميتوز (الإنجليزية)
- شرنقة على موقع نتفليكس (الإنجليزية)
- شرنقة على موقع قاعدة بيانات الأفلام العربية
- شرنقة على موقع ألو سيني (الفرنسية)
- شرنقة على موقع Turner Classic Movies (الإنجليزية)
- شرنقة على موقع أول موفي (الإنجليزية)
- شرنقة على موقع بوكس أوفيس موجو (الإنجليزية)